# Saint-Léger British Cemetery
Le Saint-Léger British Cemetery , cimetière militaire britannique de Saint-Léger est un cimetière militaire de la Première Guerre mondiale, situé sur le territoire de la commune de Saint-Léger, dans le département du Pas-de-Calais, au sud d'Arras.
Un second cimetière britannique est implanté sur le territoire de la commune : le Mory Street Military Cemetery (Saint-Léger).

## Localisation
Ce cimetière est situé  au nord du village en contrebas de l'ancienne voie ferré qu'il faut emprunter à pied sur environ 250 m.

## Histoire

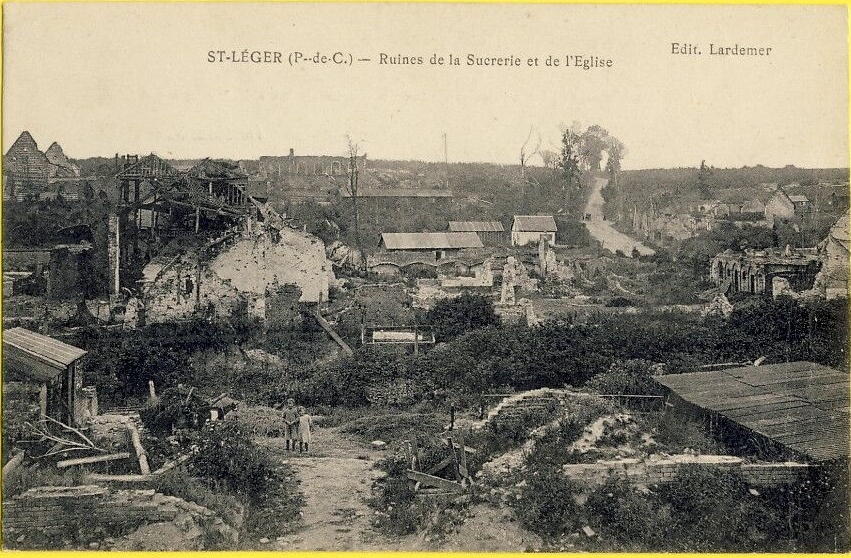
Les ruines du village en 1920.

Aux mains des Allemands depuis le début de la guerre, le village de Saint-Léger est occupé par les troupes du Commonwealth à la mi-mars 1917 au retrait des troupes allemandes sur la ligne Hindenburg. Il est perdu après une défense opiniâtre par les 4e et 3e divisions britanniques en mars 1918 et repris vers la fin du mois d'août suivant, après de violents combats, par le 62e West Riding.
Ce cimetière a été commencé fin mars 1917 pour inhumer les victimes des combats et poursuivies par des unités combattantes jusqu'en mars 1918, date à laquelle un certain nombre d'inhumations ont été faites par les Allemands qui avaient repris le secteur, puis de nouveau en août et septembre 1918.
Le cimetière contient 184 sépultures du Commonwealth. Il comporte également 20 sépultures allemandes non identifiées.

## Caractéristiques
Ce cimetière a un plan rectangulaire de 35 m sur 25 et est clos par un muret de moellons.

## Galerie

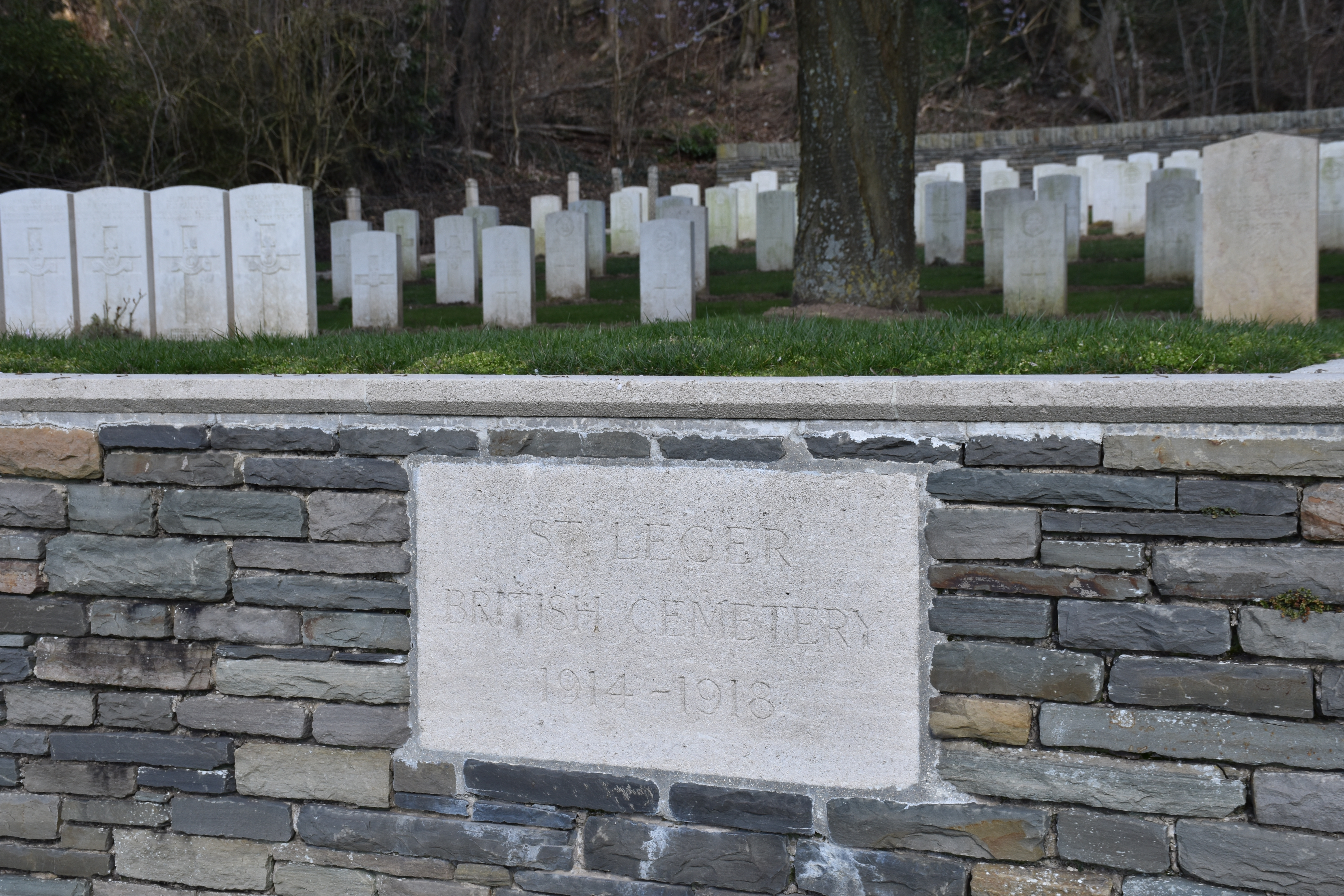
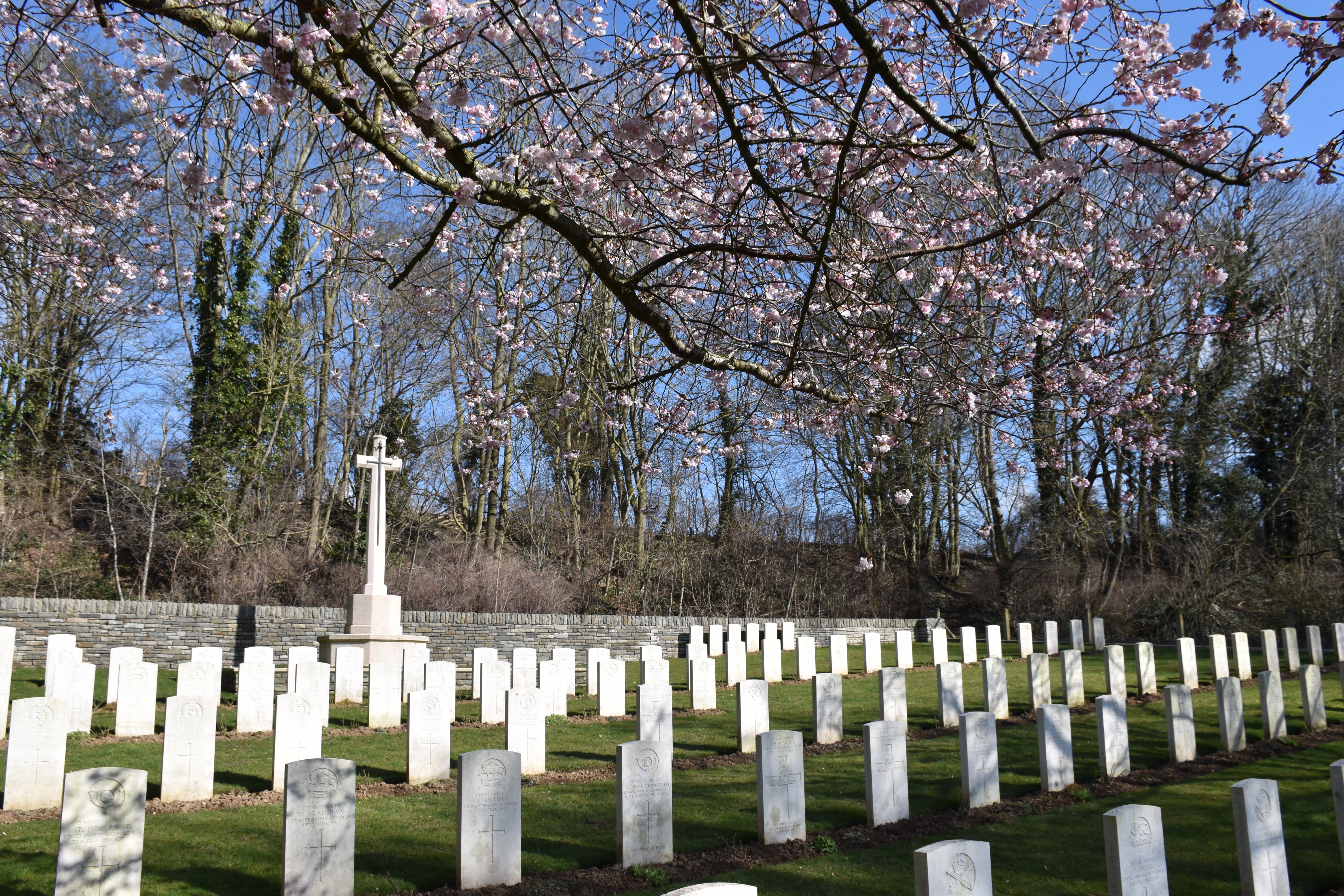
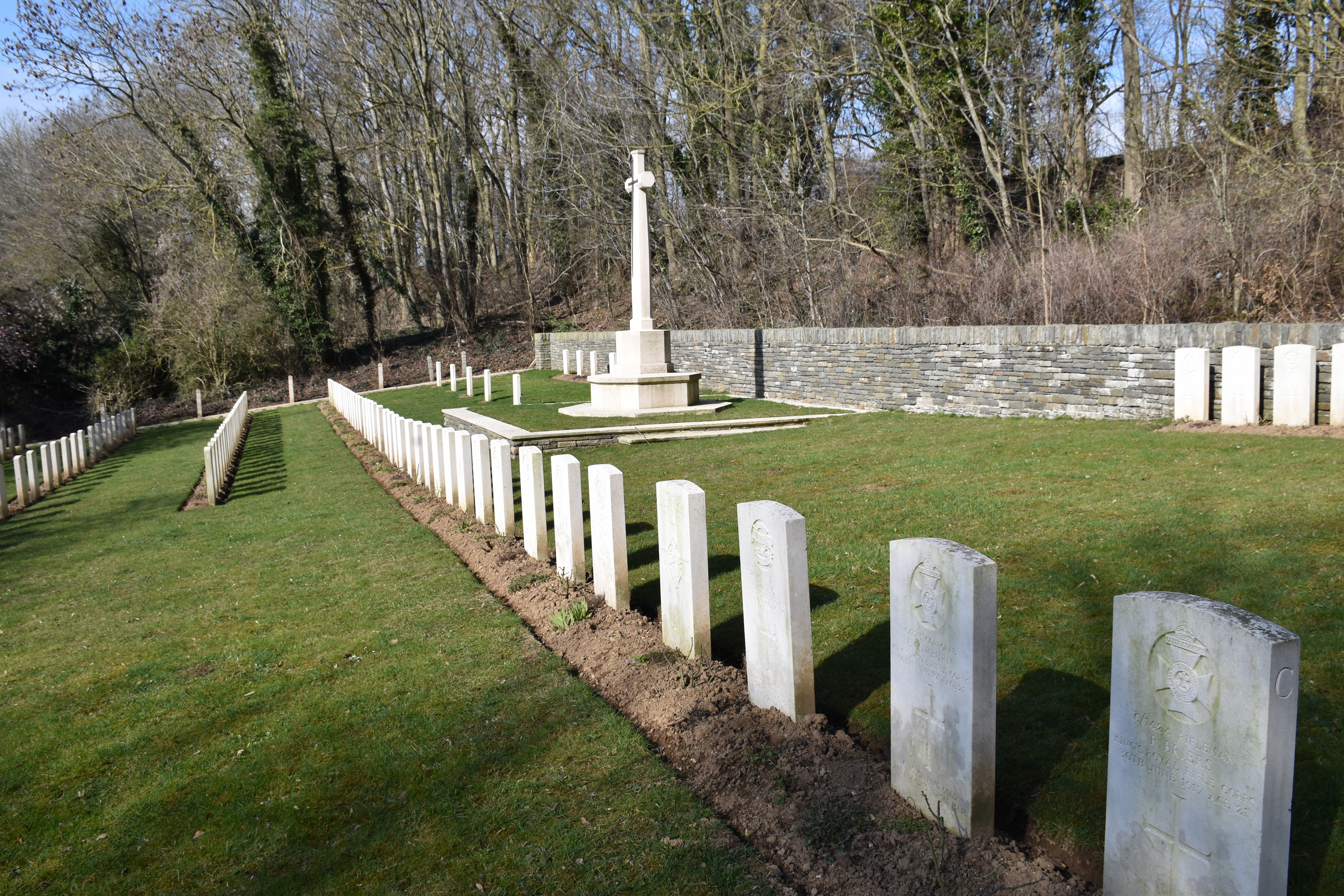
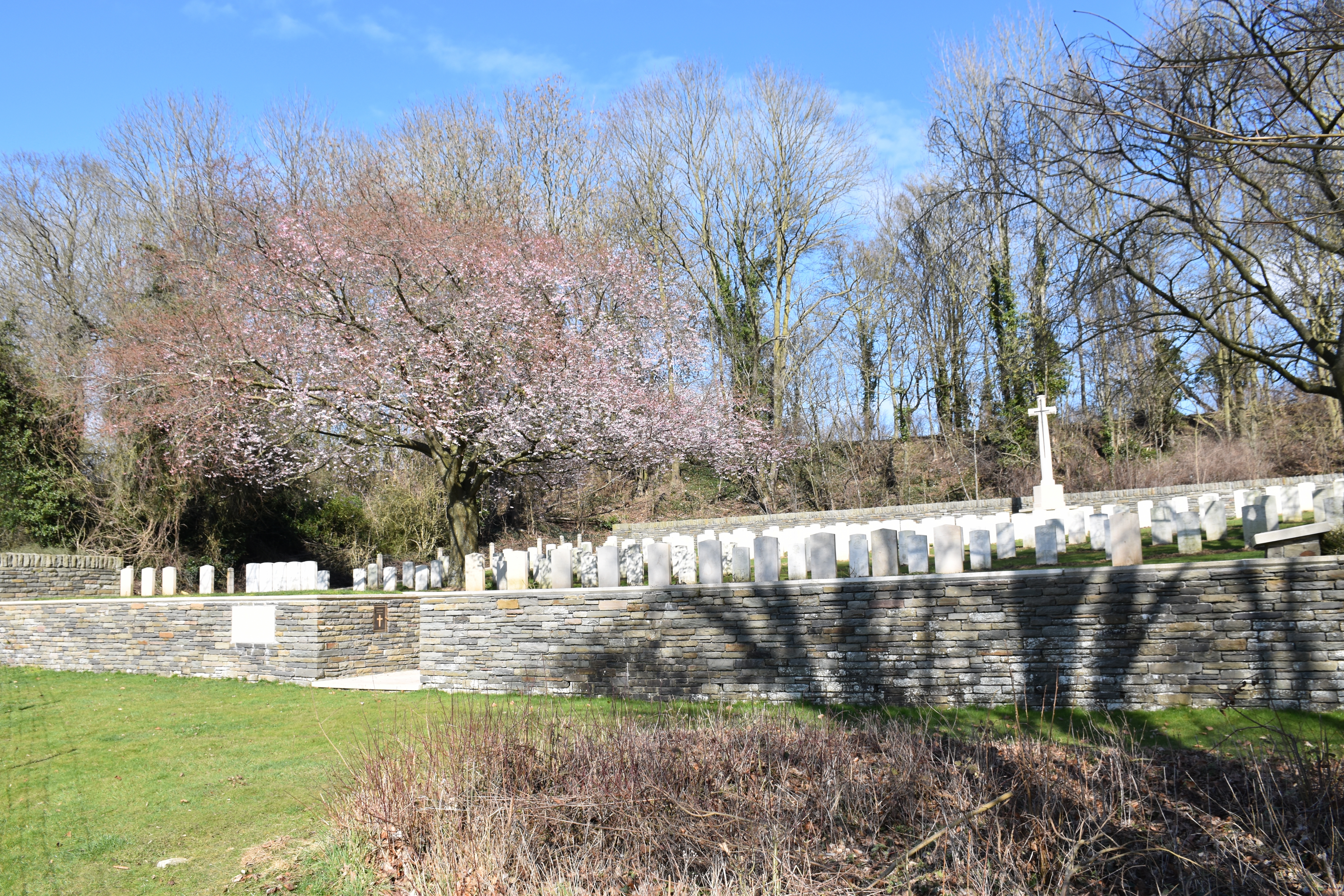
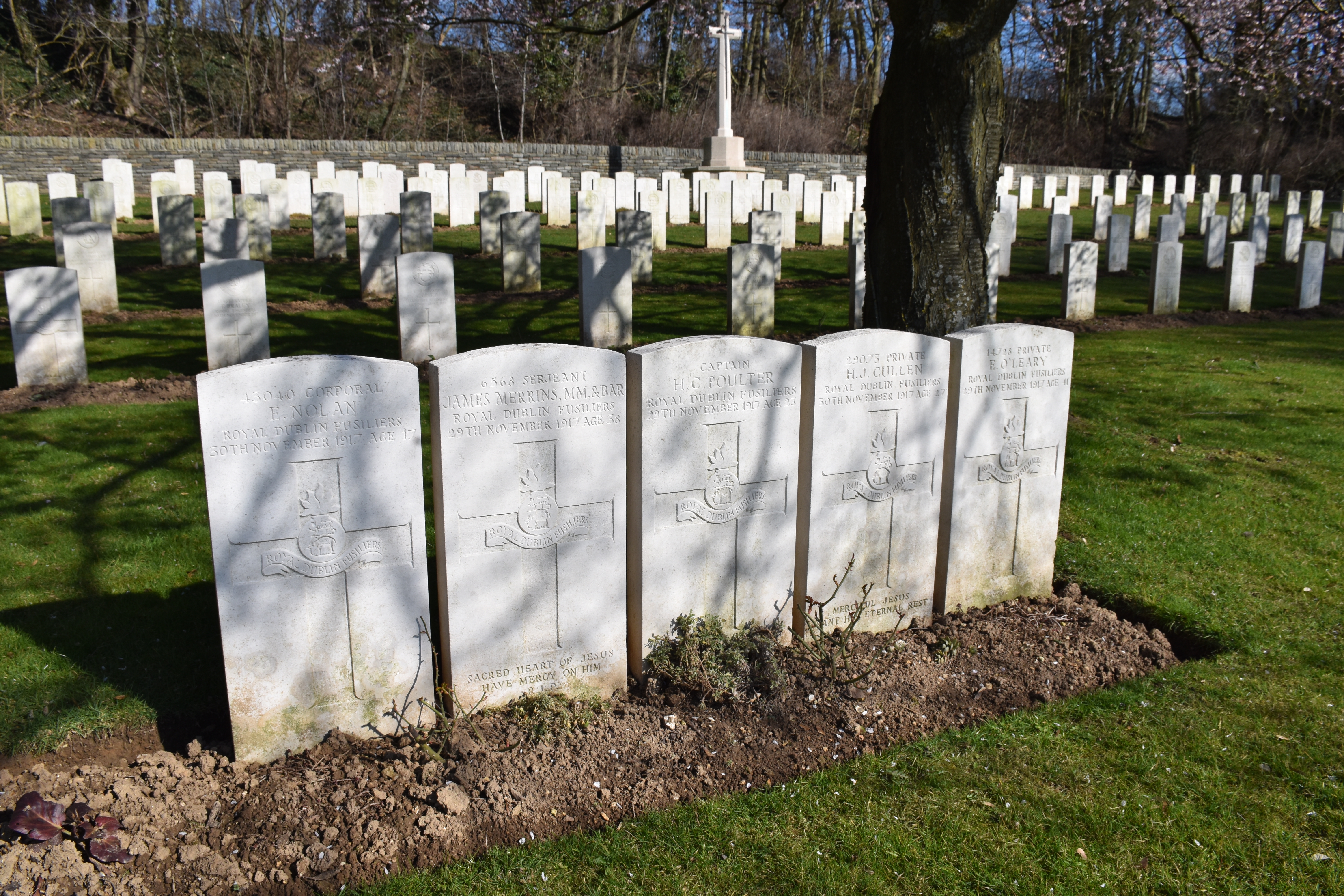
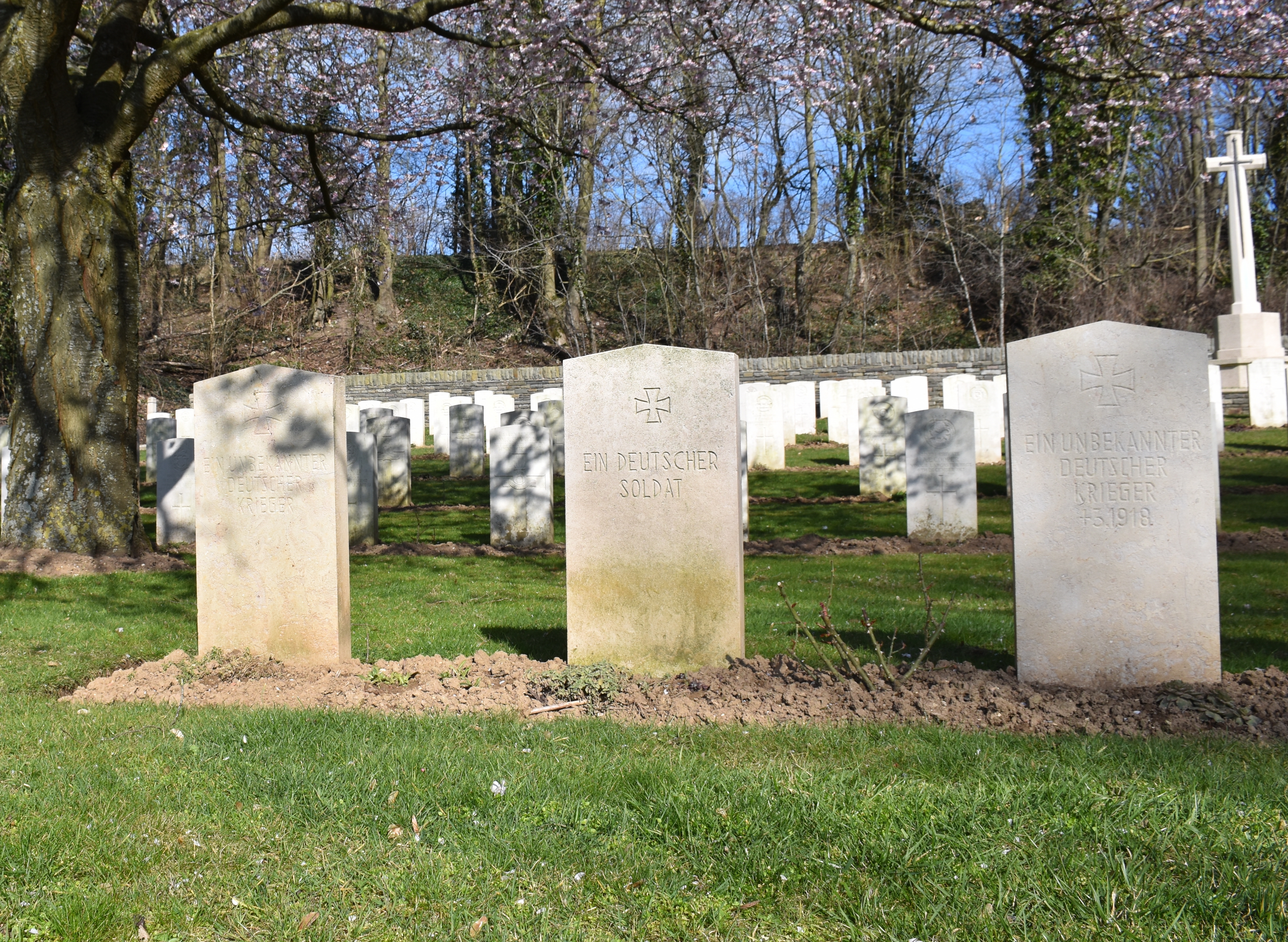

## Sépultures
| Pays             | Sépultures |
| ---------------- | ---------- |
| Royaume-Uni      | 183        |
| Inde britannique | 1          |
| Allemagne        | 20         |
| Total            | 204        |

## Pour approfondir